# Ametralladora Browning M1919

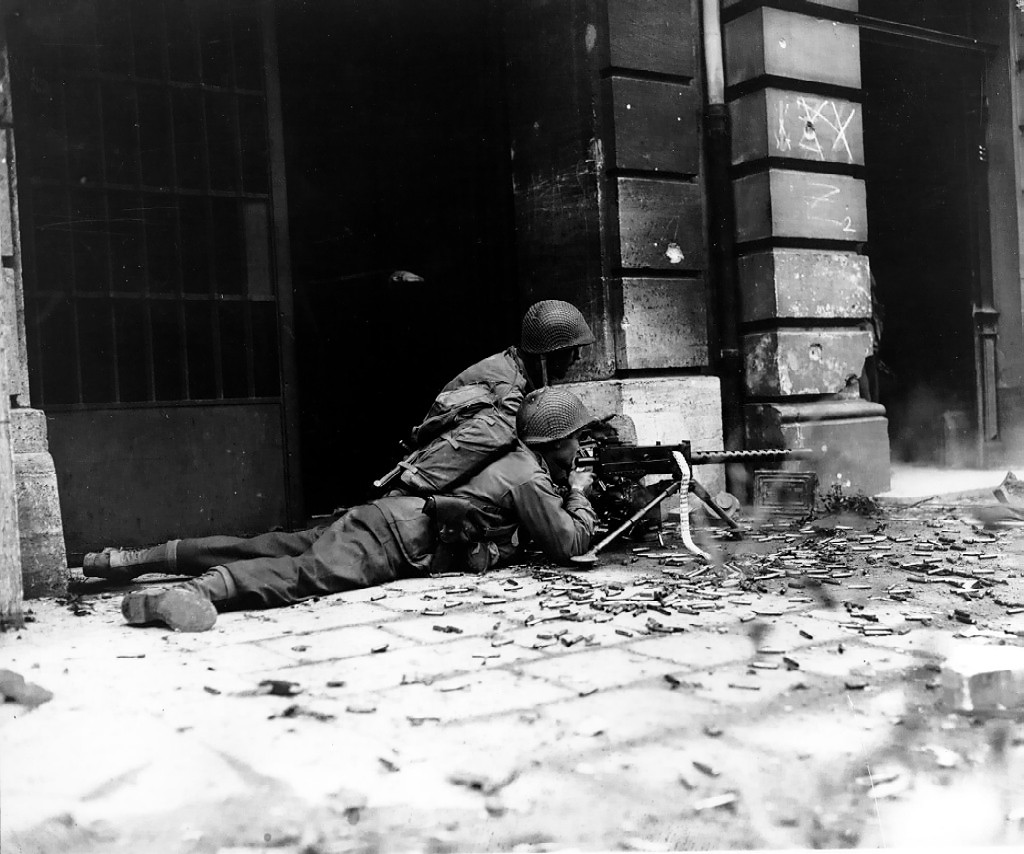
Soldados estadounidenses disparando una M1919A4 en Aquisgrán.

La Browning M1919 es una ametralladora media originalmente del calibre .30-06 Springfield (7,62 x 63 mm) que fue ampliamente utilizada durante el siglo XX. Fue empleada como arma de apoyo, coaxial, a bordo de vehículos blindados, aviones y como antiaérea por el ejército de los Estados Unidos y de varios países, especialmente durante la Segunda Guerra Mundial, la guerra de Corea y la guerra de Vietnam. Aunque fue reemplazada por nuevas ametralladoras a mediados de la segunda mitad del siglo XX (como la M60), continuó estando en uso por varios países miembros de la OTAN y otros durante más tiempo.
Varias ametralladoras M1919 fueron recalibradas para el nuevo cartucho 7,62 x 51 OTAN, sirviendo hasta la década de 1990 e incluso hasta hoy en día en algunos países. La Marina estadounidense también recalibró varias ametralladoras M1919, denominándolas Mk 21 Mod 0; estas fueron empleadas por lo general a bordo de lanchas patrulleras fluviales en Vietnam, durante los 60 y 70.

## Historia
La M1919 es una ametralladora enfriada por aire desarrollada a partir de la ametralladora pesada estadounidense estándar usada durante la Primera Guerra Mundial, Browning M1917. Esta ametralladora originalmente empleaba el cartucho .30 M1 Ball, posteriormente el M2 Ball, en cintas de tela o eslabón metálico alimentadas desde el lado izquierdo.

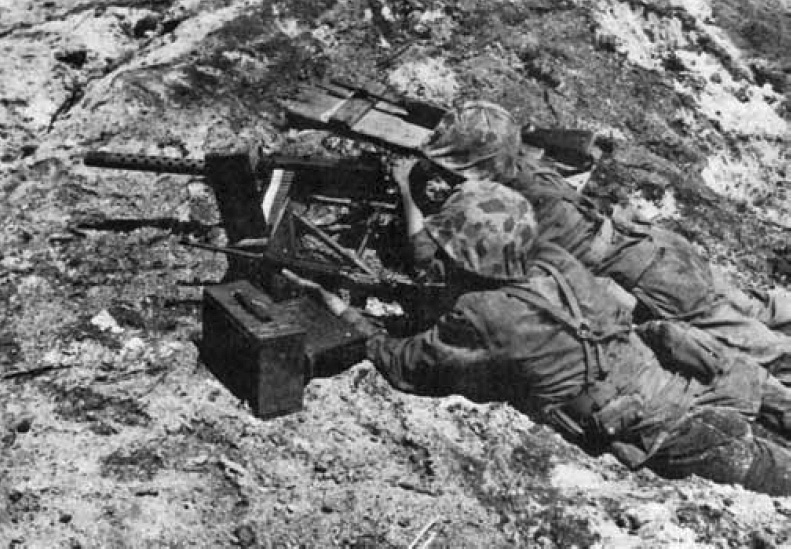
Dos Marines con una M1919A4 en Roi-Namur durante la Segunda Guerra Mundial

## Operación

### Carga
Para cargar la ametralladora, se abría primero la cubierta del cajón de mecanismos y se levantaba el extractor. Luego se insertaba la nueva cinta de munición en la bandeja de alimentación y se bajaba el extractor sobre el primer cartucho de la cinta. Al cerrarse la cubierta, el tirador se aseguraba con ayuda de su pulgar derecho que la palanca de alimentación se encuentre a la izquierda para que esta encaje en el entalle del trinquete de alimentación, un entalle en la parte superior del cerrojo. Una vez que la cubierta era cerrada y asegurada, la palanca de carga era tirada hacia atrás con la palma de la mano mirando hacia arriba (para evitar la dislocación del pulgar en caso de que el cañón esté demasiado caliente y "encienda" un cartucho), para luego soltarla e insertando así el primer cartucho en la recámara del cañón de la ametralladora.

### Disparo
Cuando el tirador empuja hacia arriba la parte posterior del gatillo, la parte frontal del gatillo va hacia abajo soltando el retén del cerrojo, que a su vez suelta el percutor y permite a este golpear el fulminante del cartucho que se halla en la recámara del cañón.

## Empleo

### Infantería

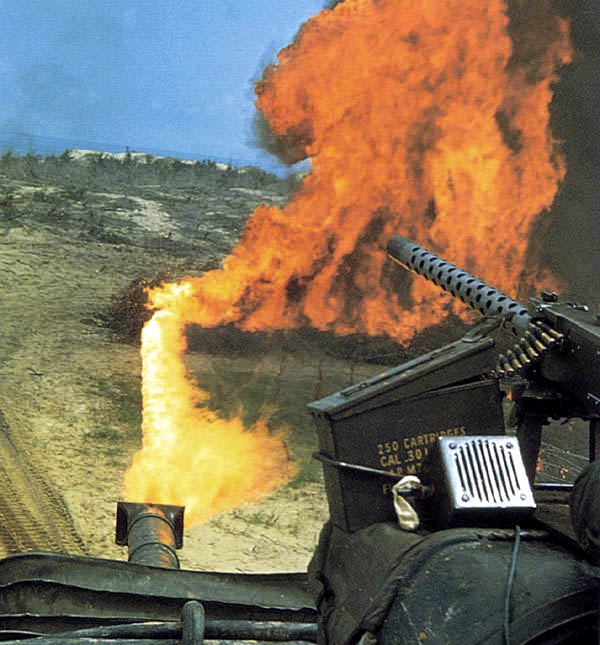
Un M67 "Zippo", versión lanzallamas del M48 Patton, disparando en Vietnam en 1968. Se puede observar una M1919 montada a la derecha.

Como arma de apoyo para compañía o batallón, la M1919 necesitaba por lo menos un equipo de dos hombres. Pero en la práctica, cuatro hombres se ocupaban de esta; el tirador, el cargador (que ayudaba con la recarga y también transportaba el arma o su trípode) y dos portadores de munición. La idea original era que la ametralladora fuera más sencilla de transportar, por lo que la M1919A1 tenía un cañón más ligero y un bípode cuando fue introducida en servicio por primera vez. Desafortunadamente, se vio con rapidez que el arma era demasiado pesada como para facilitar su transporte y al mismo tiempo era demasiado ligera como para resistir los disparos de ráfagas continuas. Esto condujo al desarrollo de la M1919A2, que tenía un cañón más pesado y un trípode, pudiendo disparar ráfagas continuas por más tiempo.

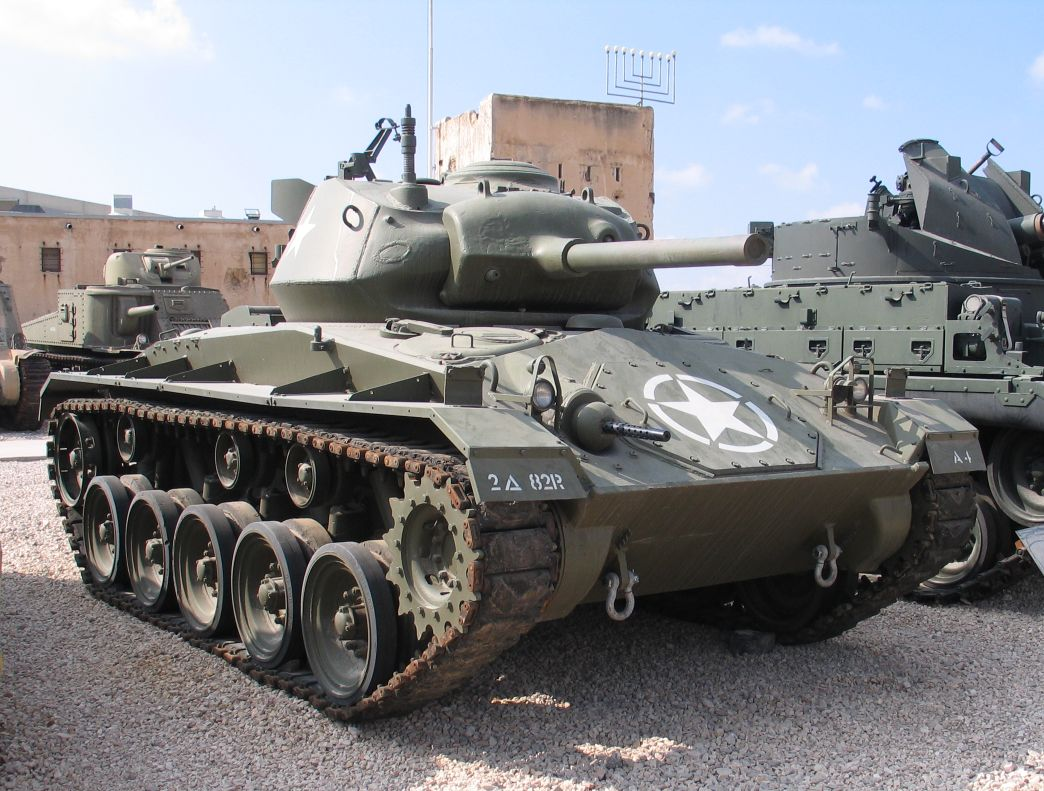
Un M24 Chaffee armado con una M1919A4 en un afuste hemisférico en el mantelete y una M1919A5 como arma coaxial a la derecha del cañón en la torreta

La M1919A4 pesaba 14 kg y por lo habitual iba montada sobre un trípode bajo y ligero cuando era empleada por la infantería. También fue montada a bordo de vehículos. Fue ampliamente empleada durante la Segunda Guerra Mundial a bordo de jeeps, transportes de tropas, tanques y vehículos anfibios. La M1919A4 jugó un papel clave en el poder de fuego de la compañía de infantería del ejército estadounidense durante la Segunda Guerra Mundial, que al contrario de otros países, normalmente era apoyada por un pelotón de armas auxiliares. La presencia de las ametralladoras M1919A4 en el pelotón de armas auxiliares otorgaba a los comandantes de compañía una capacidad adicional de fuego automático de apoyo, tanto durante el asalto como en la defensa.
La A5 fue una adaptación de la A4 con un punto de anclaje frontal para poder montarla en tanques y vehículos blindados. Esta ametralladora, junto con la ametralladora coaxial M37 y la Browning M2, fueron el armamento secundario más frecuente de los vehículos aliados durante la Segunda Guerra Mundial.

### Versión ligera

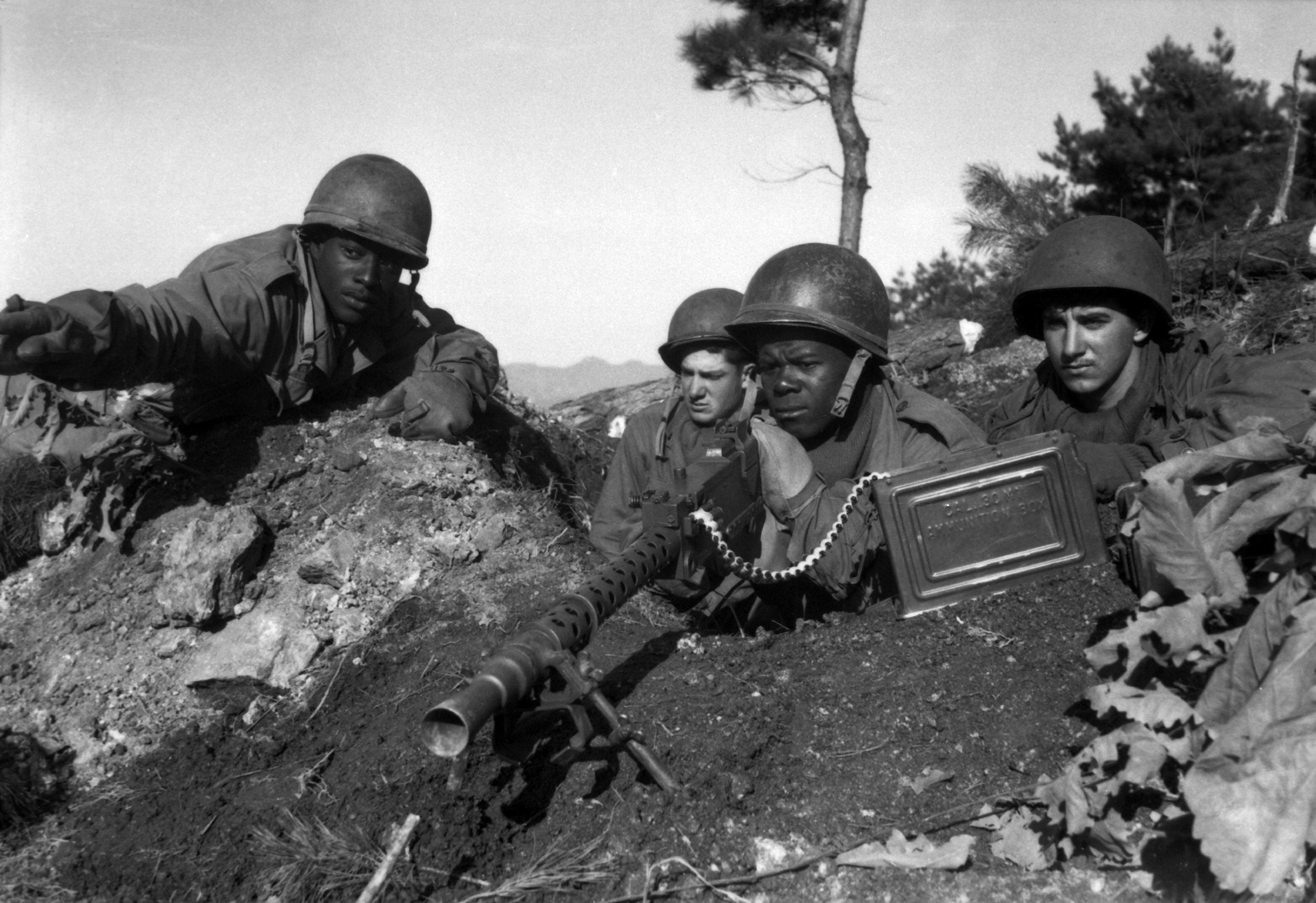
Una M1919A6 empleada durante la guerra de Corea.

Otra versión de la M1919A4, la M1919A6, fue un intento de transformarla en una ametralladora ligera al instalarle una culata y un cañón más ligero - 1,8 kg (4 libras), en lugar de 3,2 kg (7 libras). De hecho, la versión A6 era más pesada que la A4 sin su trípode, con 15 kg (32 libras), aunque su bípode diseñado para despliegue rápido permitió prescindir de un hombre del equipo (el portador del trípode). La A6 fue empleada en cantidades cada vez mayores a finales de la Segunda Guerra Mundial y fue extensivamente empleada en Corea. La A6 tenía un bípode plegable montado en la parte delantera del cañón, una culata de chapa de acero estampada, manija de transporte y un cañón con la boca estrechada. Aunque las modificaciones intentaban hacer del arma una ametralladora ligera de escuadrón, solamente era una solución temporal, ya que la M1919A6 era más pesada que la vieja Lewis de la Primera Guerra Mundial e incluso las ametralladoras ligeras de otros países.

### Versión coaxial
Durante la Segunda Guerra Mundial, fueron adoptadas por las Fuerzas Armadas estadounidenses dos variantes adicionales de la M1919. Una variante es la ametralladora coaxial M37, con capacidad de ser alimentada tanto desde el lado derecho como el lado izquierdo. La M37 también posee una palanca de carga alargada, similar a las empleadas en la M1919A4E1 y A5. Una variante de prueba equipada con un equipo especial de puntería fue denominada M37F.
A finales de los 50 se desarrolló una ametralladora M1919 diseñada para dispararse a control remoto con un gatillo solenoide, para emplearla en el subsistema de armamento para helicópteros XM1/E1 y que era denominada M37C. La Marina estadounidense posteriormente recalibró un buen número de ametralladoras M1919A4 para emplear cartuchos 7,62 x 51 OTAN y las denominó Mk 21 Mod 0; algunas de estas ametralladoras recalibradas fueron empleadas en Vietnam a bordo de lanchas patrulleras fluviales.
Durante la guerra de los Seis Días de 1967, las Fuerzas de Defensa Israelíes emplearon ametralladoras M1919A4 recalibradas para cartuchos 7,62 x 51 OTAN montadas a bordo de varios vehículos blindados y transportes de tropa M3.

### A bordo de aviones
Con la ayuda de los ingenieros armeros de la Fabrique Nationale de Herstal, Bélgica, la ametralladora M1919 fue totalmente rediseñada como la ametralladora aérea Browning, AN/M2,M3 (Army-Navy) de calibre 7,62 mm (.30). La Browning AN/M2 fue ampliamente adoptada tanto como arma fija (ofensiva) y arma flexible (defensiva) a bordo de aviones. Las ametralladoras aéreas deben ser ligeras, fiables y tener una cadencia de fuego razonable, pero lograr obtener estas tres características demostró ser un reto difícil. Las paredes del cajón de mecanismos y otras piezas de la M2 fueron adelgazadas y aligeradas. Y a causa de la refrigeración por el aire debido al movimiento del avión, los diseñadores fueron capaces de reducir el peso y el perfil del cañón. Como resultado, la M2 pesaba dos tercios de la M1919A4 y su mecanismo aligerado le otorgaba una cadencia de fuego cercana a los 1.200 disparos por minuto (algunas variantes podían efectuar 1.500 disparos por minuto), muy necesaria para enfrentar aviones veloces. El mecanismo de alimentación de la M2 debía levantar por sí mismo la cinta de munición desde su caja e introducirla en el arma, lo que equivale a un peso de 5 kg (11 libras). Entre los encargados de los pertrechos, la ametralladora Browning M2 AN tiene la reputación de ser una de las armas ligeras más difíciles de reparar de todo el arsenal de las Fuerzas Armadas estadounidenses.
La M2 también ha sido empleada en baterías dobles, que montan dos ametralladoras M2 alimentadas desde lados opuestos sobre un afuste para ser disparadas por un solo artillero con una cadencia conjunta de 2400 disparos por minuto. Todos los diversos modelos de la M2 fueron empleados durante las primeras fases de la Segunda Guerra Mundial, pero empezaron a ser retirados en 1943 cuando se vio que las ametralladoras defensivas accionadas manualmente empezaban a ser obsoletas para la guerra aérea (la Browning M2 de 12,7 mm y el cañón automático de 20 mm ya habían reemplazado a las ametralladoras calibre 7,62 mm como armamento ofensivo). La ametralladora aérea M2 fue ampliamente distribuida a los aliados de los Estados Unidos durante y después de la Segunda Guerra Mundial, siendo empleada en forma limitada por los británicos y las tropas de la Commonwealth como ametralladora antiaérea y antipersonal montada a bordo de vehículos.

## Otros calibres
La misma ametralladora básica también fue calibrada para el cartucho británico .303 British (7,70 x 56 R) y fue empleada como ametralladora básica para aviones de caza a bordo de aviones tales como el Supermarine Spitfire, hasta la amplia introducción del cañón automático Hispano-Suiza HS.404, así como a bordo de bombarderos durante el conflicto. La empresa belga Fabrique Nationale de Herstal suministró versiones similares en diversos calibres europeos, especialmente en calibre 7,92 mm, que era ampliamente utilizado en Europa del Este.

## Producción
La M1919 fue producida en los Estados Unidos durante la Segunda Guerra Mundial por varias empresas, incluyendo a la General Motors y el Arsenal de Rock Island. En el Reino Unido, fue principalmente producida por la BSA (Birmingham Small Arms Company). 

## Empleo por parte de civiles
La Browning M1919 y las ametralladoras aéreas M2 siguen siendo populares entre los coleccionistas, que en algunos casos han equipado a sus M2 con culatas y bípodes para poder emplearlas sin un trípode u otro tipo de afuste. La AN/M2 modificada consiste en una culata de M1 Garand atornillada al cajón de mecanismos de la ametralladora Browning, un alza que por lo habitual proviene de un BAR y un gatillo improvisado. Estas conversiones están basadas en las conversiones de campo hechas por soldados en el Frente del Pacífico durante la Segunda Guerra Mundial. Un arma de este tipo fue empleada por el cabo de Marines Tony Stein en la invasión de Iwo Jima, que recibió póstumamente la Medalla de Honor por sus acciones durante la batalla. La ametralladora tenía una cadencia de más de 1.200 disparos por minuto y fue apodada como "Picadora".

## Variantes y modelos derivados

### Variantes de la M1919
En total se produjeron seis variantes de la ametralladora M1919 básica. La M1919 original tenía un cañón relativamente pesado, para poder igualar la capacidad de fuego continuo de las ametralladoras refrigeradas por agua de la época. La M1919A1 tenía un cañón más ligero y un bípode. La M1919A2 fue otra variante aligerada, desarrollada específicamente para las unidades de caballería, con un cañón más corto y un trípode especial (aunque podía montarse tanto sobre los trípodes de la M1917 como los de la M2). Esta arma fue diseñada para permitir una mayor movilidad a las unidades de caballería, respecto al peso de la M1917. La ametralladora M1919A2 fue empleada por corto tiempo durante el periodo de entreguerras, después de que las unidades de caballería reemplazaran sus caballos por vehículos sobre ruedas u orugas. También se desarrolló una versión mejorada de la M1919A2, la M1919A3.
Pero la variante más común de todas fue la M1919A4, que empleaba cartuchos .30-06 M2 Ball. La M1919A4 era empleada tanto en montajes fijos como flexibles, por la infantería y a bordo de vehículos. También fue ampliamente exportada después de la Segunda Guerra Mundial y aún es empleada en cantidades reducidas alrededor del mundo. Se desarrollaron dos variantes para ser específicamente empleadas a bordo de vehículos: la M1919A5, con una palanca de carga alargada y la M1919A4E1, subvariante de la M1919A4 reequipada con una palanca de carga alargada.
La última variante terrestre fue un intento de hacer a la M1919A4 más ligera y maniobrable para los soldados. La M1919A6 tenía una culata y un bípode, así como un apagallamas.
Una versión aérea de la M1919A4 con el cañón y las paredes del cajón de mecanismos más delgados fue fabricada por Browning. Fue empleada a bordo de los aviones estadounidenses al inicio del conflicto, pero fue reemplazada por la ametralladora M2 de 12,7 mm y relegada como arma de entrenamiento. Un modelo derivado de esta ametralladora fue fabricado por la Colt, bajo el nombre de MG40. Esta arma no debe ser confundida con la Ametralladora Browning, Aeronave, Cal.50, M2, siendo su denominación completa Ametralladora Browning, Aeronave, Cal.30, M2. La Browning M2 calibre .30 es a veces mencionada como AN/M2.

### M37 y Mk 21
La ametralladora coaxial M37 tenía la capacidad de ser alimentada tanto desde el lado izquierdo como el lado derecho, además de una palanca de carga alargada similar a la empleada en las ametralladoras M1919A4E1 y A5. Una variante para pruebas equipada con un aparato especial de puntería fue denominada M37F, al mismo tiempo que se desarrolló una variante con agarraderas tipo "mango de pala", la T152, pero que no fue adoptada. La variante diseñada para disparar mediante un gatillo solenoide y emplearse en el subsistema de armamento para helicópteros XM1/E1, fue denominada M37C. Se cree que ha sido creada una versión de la M37 recalibrada para cartuchos 7,62 x 51 OTAN, pero no se han encontrado ejemplares del arma que confirmaran su existencia. La Marina estadounidense tiene una variante de la M1919A4 que dispara el 7,62 x 51 OTAN, denominada Mk 21 Mod 0.

## Variantes y modelos derivados internacionales
El diseño de la M1919 ha sido utilizado en muchos países del mundo en diversas formas y bajo un buen número de denominaciones distintas.
- La Browning Mk 1 y Mk 2 son viejas denominaciones de la Commonwealth para las ametralladoras Browning calibre .303 empleadas en la gran mayoría de aviones británicos de la Segunda Guerra Mundial en algún momento dado. Se desconoce la diferencia entre las versiones Mk 1 y Mk 2, pero el arma es visualmente muy parecida a la ametralladora aérea AN/M2. La denominación de posguerra para estas armas era L3, siendo empleada por el Reino Unido, Canadá y Australia para denominar las versiones fijas (A1) y flexible (A2) de la M1919A4 calibre 7,62 mm. L3A3 y L3A4 indican conversiones del retén de cerrojo de las anteriores L3A1 y L3A2. La A3 es la versión modificada de la A1, mientras que la A4 es la versión modificada de la A2. Los canadienses adoptaron más tarde una denominación aparte para las ametralladoras M1919A4 recalibradas para cartuchos 7,62 x 51 OTAN, tanto fijas (C1) como flexibles (C1A1). La C5 y la C5A1 son versiones mejoradas de las anteriores ametralladoras C1 y C1A1, respectivamente.

- La Fuerza Aérea de Rodesia utilizaba una batería de dos Browning Mk 2 que disparaban el cartucho .303 British a bordo de los helicópteros Alouette III G-Car,[7] así como variantes modificadas y equipadas con bípodes, pistoletes y culatas de FN MAG para emplearse en tierra.[8][9]

- La Browning también fue producida en Bélgica por la Fabrique Nationale de Herstal, siendo empledada a bordo del caza Fokker D.XXI y otros aviones.

- La denominación francesa para el modelo derivado fabricado por la Fabrique Nationale de Herstal en calibre 7,5 mm era FN-Browning mle 1938. Fue fabricado a fines de la década de 1930.

- MG A4 es la denominación austriaca para la M1919A4, que no debe ser confundida con la MG4, una versión de la M1919A4 fabricada bajo licencia en Sudáfrica y que es empleada actualmente por las Fuerzas Nacionales de Defensa Sudafricanas. La MG4 es fabricada por Lyttleton Engineering de Pretoria. Mg M/52 y Mg M/52-11 son las denominaciones danesas para las ametralladoras M1919A4 y M1919A5, respectivamente.

- Las Fuerzas de Defensa israelíes emplean a bordo de sus vehículos blindados ametralladoras M1919A4 recalibradas para cartuchos 7,62 x 51 OTAN.

- Kulspruta m/39 es la designación sueca de la ametralladora M1919A4, construida bajo licencia por la Carl Gustafs Gevärsfaktori y calibrada para los cartuchos 6,5 x 55 u 8 x 63, la mayoría de las cuales fueron recalibradas para cartuchos 7,62 x 51 OTAN en 1975. Destinada para emplearse en tanques y vehículos blindados, está disponible con alimentación tanto desde la derecha como desde la izquierda, esta última empleada a bordo del CV 90.

- Kulspruta m/42 era la denominación sueca de la ametralladora M1919 fabricada bajo licencia y calibrada para los cartuchos 6,5 x 55 u 8 x 63, la mayoría de las cuales fueron recalibradas para cartuchos 7,62 x 51 OTAN en 1975. La Ksp m/42B era una versión ligera con bípode y culata (empleada de manera similar a la M1919A6), que disparaba el cartucho 6,5 x 55 y posteriormente el 7,62 x 51 OTAN.

- Los polacos desarrollaron una copia de la Browning M1919 que disparaba el cartucho 7,92 x 57 Mauser, denominada Ckm wz.32 y similar a la Ckm wz.30.

### Variantes y modelos derivados comerciales
La Colt produjo un derivado de la ametralladora aérea M2, la Colt MG40, que era vendida calibrada para diversos cartuchos que incluían el básico .30-06 Springfield (7,62 x 63) y el 7 x 57 Mauser.

## Usuarios
- Argentina
- Austria
- Australia[10]
- Bélgica
- Birmania
- Bolivia
- Brasil
- Burundi[11]
- Camboya (conocida localmente como la M30)
- Canadá[11]
- Chile Montada en semiorugas blindados M3 Halftrack, tanques M4 Sherman y automóviles blindados M3 Scout Car, empleada por tropas de infantería durante el Conflicto del Beagle.[12]
- Colombia[11]
- Corea del Sur[11]
- Costa Rica[11]
- Dinamarca[11]
- Egipto
- España[11]
- Estados Unidos
- Filipinas[13]
- Francia[14]
- Gabón[11]
- Grecia[11]
- Guatemala[11]
- Haití[11]
- Japón
- India (en cantidades limitadas)
- Irlanda[15]
- Irán[11]
- Israel[11][16]
- Italia[11]
- Mauritania[11]
- México
- Liberia[11]
- Panamá[11]
- Paraguay
- Perú
- Portugal[17]
- Reino Unido
- República Dominicana[11]
- Rodesia[8][18]
- Sudáfrica[11][19]
- Suecia[20]
- Tailandia[11]
- Taiwán[11]
- Uruguay[11]
- Vietnam del Sur[11]